# Mjölkuddtjärnen
Mjölkuddtjärnen är en sjö i utkanten av Luleås centrala delar, på Notvikens industriområde, i Luleå kommun i Norrbotten. Den ingår i Altersundet-Luleälvens kustområde. Sjön har en area på 0,0478 kvadratkilometer och ligger 4 meter över havet. Tjärnen är känd för sitt rika fågelliv.

## Omgivning
Omgivningen har sedan starkt påverkats av byggnationer runt tjärnen, som ligger mellan riksväg 97 och malmbanan, där dessa ankommer till Luleås centrala delar. I södra änden av tjärnen ligger ett hotell. 

## Historik
Mjölkuddtjärnen var för länge sedan en del av samma havsfjärd som Gammelstadsviken och de hänger ekologiskt samman, genom att de för flera hundra år sedan var del av samma vattenyta. Nu har tjärnen genom landhöjningen blivit en liten sjö omgiven av affärer, hotell och vägar. Förr var detta en av inseglingsvägarna mot Gammelstad. På kartor från 1950-talet avvattnades den genom en bäck mot Skutviken.

## Ekologi

### Växtlighet
Till sin karaktär är tjärnen på många sätt en miniatyr av Gammelstadsviken, med liknande vegetation och fågelliv. Trots att tjärnen är omgiven av diverse butiker längs de övriga sidorna, finns en viss vegetation det närmaste tiotalet meter mot vattnet. Dessutom är vegetationen längs strandkanten ut i vattnet tät runt om tjärnen, av bland annat vass, vita näckrosor, bredkaveldun och vattenbläddra. Intill tjärnen finns också ett anlagt parklandskap med bland annat pilar och silverpilar.

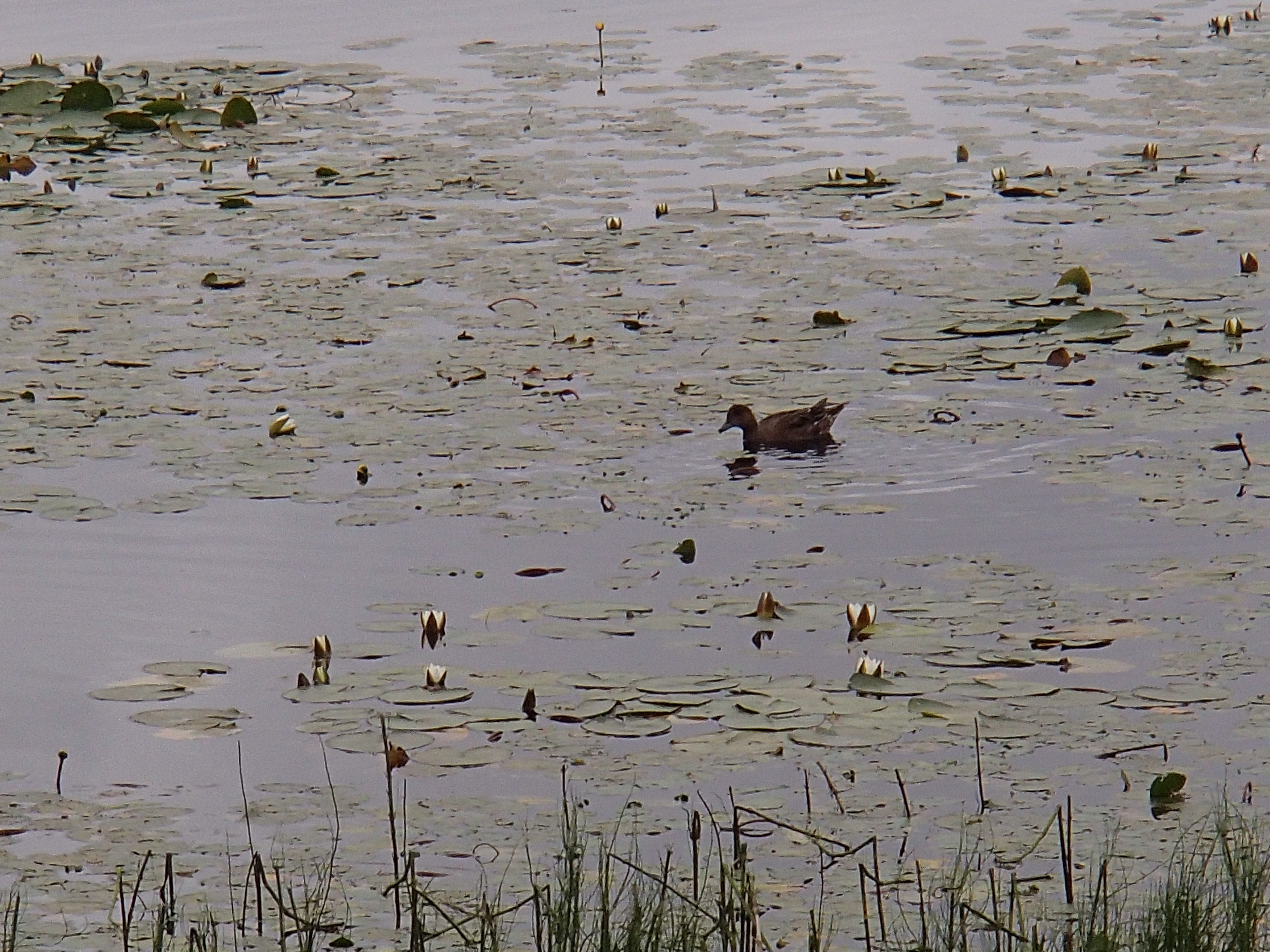
Gräsand som betar bland de vita näckrosorna i Mjölkuddstjärnen, augusti 2014.

### Fåglar
Tjärnen har ett rikt fågelliv med i stort sett samma arter som Gammelstadsviken. Den bästa tiden för fågelskådning är i början av maj, under vårens fågelflyttning. Då har man chans att se och höra många arter på nära håll. Även under sommaren är Mjölkuddstjärn flitigt besökt av sjöfåglar som diverse måsar (fiskmås, skrattmås, tärnor) och änder (gräsand, brunand, bläsand, snatterand, kricka, vigg).
Under tidig höst samlas här flyttfåglar som gäss, doppingar och svanar. Flockar av sidensvansar samlas för att äta bär i rönnarna kring tjärnen på senhösten och på vintern syns småfåglar som talgoxe, blåmes och domherre.
Andra arter som också är vanlig vid tjärnen är drillsnäppa, björktrast, lövsångare, sothöns, skäggdopping, bofink, grönbena, sädesärla, sävsparv, storskrake och knipor. Ibland ses här även mer sällsynta fågelarter såsom gråhakedopping, skedand och dvärgmås.

### Fiskar
Bland fiskarterna i tjärnen, finns bland annat abborre, mört och ruda.

### Däggdjur
Bisamråttor lever i, och i anslutning till, tjärnen.

## Fågelskådning

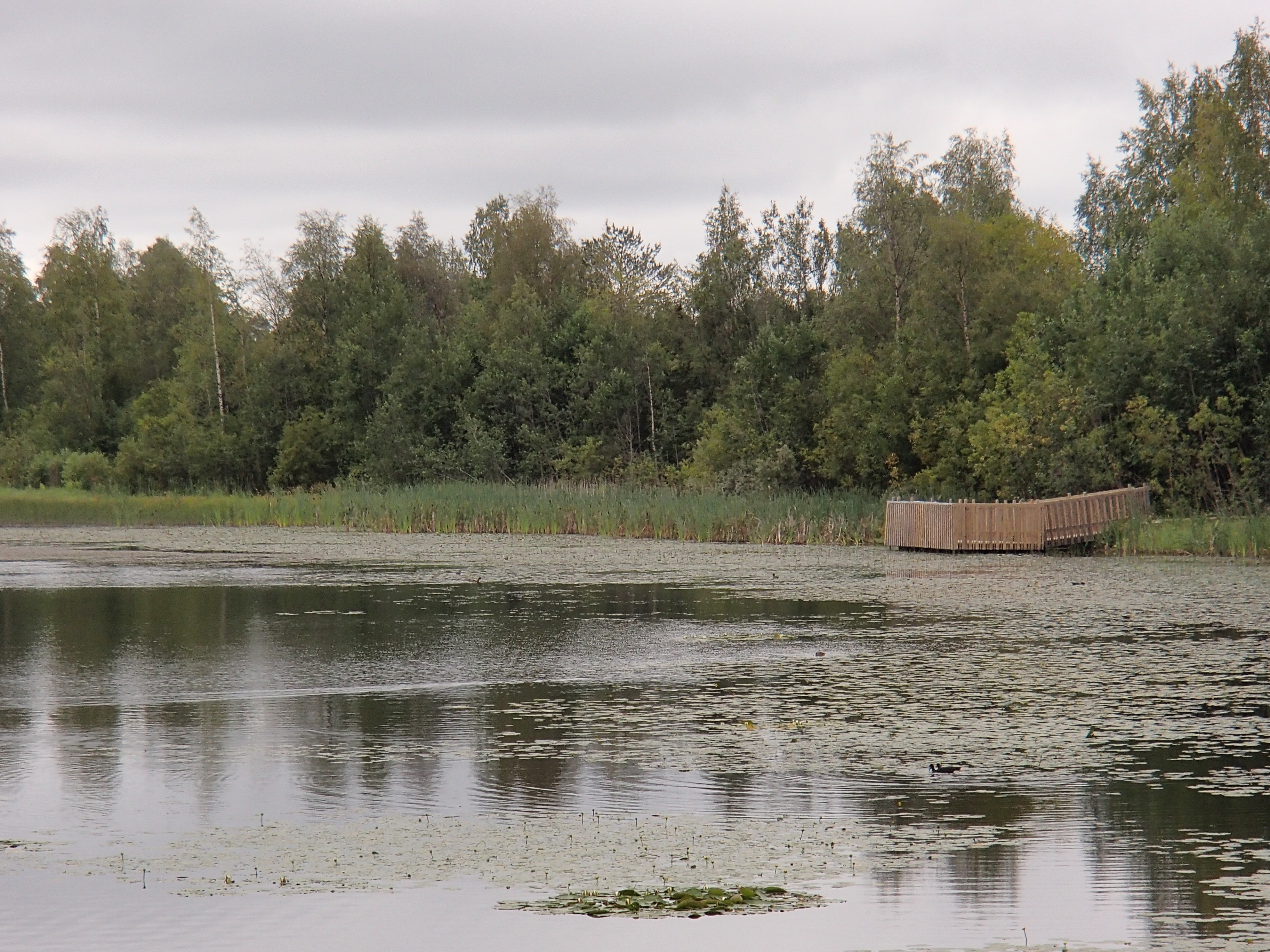
Fågelskådningsplats vid Mjölkuddstjärnen, augusti 2014.

Det rika fågellivet attraherar många fågelskådare till tjärnen. Man kan enkelt promenera runt Mjölkuddstjärn (1,3 km). Det finns en bred stig eller spång, samlingsplats med gömsle, sittplatser, brygga med mera. Åtgärderna runt Mjölkuddstjärn är en del av projektet Guldkant kring Gammelstadsviken. Projektet har fått ekonomiskt stöd med LONA-bidrag (lokala naturvårdssatsningen).

## Delavrinningsområde
Mjölkuddtjärnen ingår i det delavrinningsområde (729277-178953) som SMHI kallar för Rinner mot Inre Lulefjärden. Medelhöjden är 9 meter över havet och ytan är 10,21 kvadratkilometer. Det finns inga avrinningsområden uppströms utan avrinningsområdet är högsta punkten. Avrinningsområdets utflöde mynnar i havet, utan att ha någon enskild mynningsplats. Avrinningsområdet består mestadels av skog (27 procent). Avrinningsområdet har 0,19 kvadratkilometer vattenytor vilket ger det en sjöprocent på 1,9 procent. Bebyggelsen i området täcker en yta av 6,91 kvadratkilometer eller 68 procent av avrinningsområdet.